# Лауреаты Премии Правительства Российской Федерации в области науки и техники (2020)
Лауреаты Премии Правительства Российской Федерации в области науки и техники 2020 года — перечень 133 награждённых   правительственной наградой Российской Федерации, присужденной за достижения в науке и технике в 2020 году. Среди награждённых  13 академиков и 2 члена-корреспондента РАН. Отмечены работы, связанные с системами автоматического пожаротушения, защитой цифровых сетей, оптимизацией процессов в легкой промышленности, методиками лечения отдельных заболеваний.
Постановлением Правительства РФ от 24 октября 2013 года № 954 с 1 января 2014 года учреждены 20 ежегодных премий в области науки и техники, в том числе пять премий за работы в сфере обороны и безопасности, в размере 2 млн рублей каждая.
Лауреаты определены Распоряжением Правительства РФ от 22 октября 2020 г. № 2736-р на основании рекомендаций Межведомственного совета по присуждению премий Правительства Российской Федерации в области науки и техники.

## Легенда
Приводятся данные по премированной работе; фамилии лауреатов, их должность и место работы; номер абзаца в Постановлении

## Лауреаты
| номер | Лауреаты | Премированная работа |
| ----- | --- | --- |
| 1.    | Звереву Дмитрию Леонидовичу, генеральному директору — генеральному конструктору акционерного общества «Опытное Конструкторское Бюро Машиностроения имени И. И. Африкантова», руководителю работы, Соколовой Людмиле Борисовне, помощнику заместителя генерального директора, докторам технических наук, Большухину Михаилу Александровичу, кандидату технических наук, начальнику департамента, Морозову Олегу Александровичу, главному специалисту отдела, Неевину Сергею Михайловичу, заместителю генерального директора — генерального конструктора, — работникам того же общества; Витину Сергею Петровичу, начальнику отделения федерального государственного унитарного предприятия «Научно-исследовательский технологический институт имени А. П. Александрова»; Григорьеву Владимиру Юрьевичу, кандидату технических наук, заместителю начальника отдела федерального государственного унитарного предприятия «Крыловский государственный научный центр»; Каплиенко Андрею Владимировичу, доктору технических наук, генеральному директору акционерного общества «Ордена Ленина Научно-исследовательский и конструкторский институт энерготехники имени Н. А. Доллежаля»; Константинову Борису Георгиевичу, доктору технических наук, профессору, старшему научному сотруднику федерального государственного казенного военного образовательного учреждения высшего образования "Военный учебно-научный центр Военно-Морского Флота «Военно-морская академия имени Адмирала Флота Советского Союза Н. Г. Кузнецова»; Устинову Василию Сергеевичу, кандидату технических наук, заместителю директора федерального государственного бюджетного учреждения "Национальный исследовательский центр «Курчатовский институт» | за разработку ядерной реакторной установки для АПЛ 4 поколения «Ясень» и реализацию комплекса научно-исследовательских и опытно-конструкторских работ и научно-техническое обоснование решений по обеспечению безопасности, надежности, скрытности                          |
| 2.    | Панфилову Дмитрию Ивановичу, доктору технических наук, профессору, заместителю генерального директора акционерного общества «Энергетический институт им. Г. М. Кржижановского», руководителю работы, Асташеву Михаилу Георгиевичу, кандидату технических наук, доценту, Лачугину Владимиру Федоровичу, доктору технических наук, — заведующим лабораториями того же общества; Ильину Валерию Михайловичу, кандидату химических наук, бывшему ведущему инженеру федерального государственного бюджетного образовательного учреждения высшего образования «Нижегородский государственный технический университет им. Р. Е. Алексеева», Вуколову Владимиру Юрьевичу, кандидату технических наук, доценту кафедры, Куликову Александру Леонидовичу, Шарыгину Михаилу Валерьевичу, доцентам, Лоскутову Алексею Борисовичу, профессору, докторам технических наук, профессорам кафедр, — работникам того же учреждения; Петрухину Андрею Алексеевичу, кандидату технических наук, главному специалисту филиала публичного акционерного общества «Федеральная сетевая компания Единой энергетической системы» — Нижегородское предприятие магистральных электрических сетей | за разработку и внедрение инновационных технологий и оборудования для управления и повышения надежности цифровых электрических сетей |
| 3.    | Никитину Кириллу Николаевичу, советнику генерального директора публичного акционерного общества «Челябинский трубопрокатный завод», руководителю работы, Брагину Александру Александровичу, ведущему специалисту отдела филиала, Гизатуллину Антону Бильгуваровичу, руководителю центра, Осадчему Владимиру Яковлевичу, доктору технических наук, профессору, советнику по науке и технике филиала, Романцову Игорю Александровичу, Сафьянову Анатолию Васильевичу, советникам генерального директора, Маковецкому Александру Николаевичу, кандидатам технических наук, Шандеру Сергею Викторовичу, начальникам отделов, Федорову Александру Анатольевичу, председателю комитета, Федорову Михаилу Александровичу, начальнику участка, — работникам того же общества | за разработку инновационных технологий и освоение производства специальных видов труб ответственного назначения для нефтегазового, оборонного комплексов и атомной промышленности                                                                                           |
| 4.    | Стороженко Павлу Аркадьевичу, доктору химических наук, профессору, академику Российской академии наук, временному генеральному директору акционерного общества «[[Государственный Ордена Трудового Красного Знамени научно-исследовательский институт химии и технологии элементоорганических соединений]]», руководителю работы, Монину Евгению Алексеевичу, кандидату химических наук, Ендовину Юрию Петровичу (посмертно) , Левенто Игорю Юлиановичу, кандидатам технических наук, начальникам лабораторий, Нацюку Сергею Николаевичу, старшему научному сотруднику, Ряховскому Александру Сергеевичу, главному инженеру филиала, — работникам того же общества; Демченко Анатолию Игнатьевичу, кандидату химических наук, начальнику отдела федерального государственного бюджетного учреждения науки Институт элементоорганических соединений им. А. Н. Несмеянова Российской академии наук | за разработку и создание производств уникальных кремнийорганических жидкостей, работоспособных в экстремальных условиях, с созданием сырьевой базы |
| 5.    | Белгородскому Валерию Савельевичу, доктору социологических наук, кандидату технических наук, профессору, временно исполняющему обязанности ректора федерального государственного бюджетного образовательного учреждения высшего образования "Российский государственный университет им. А. Н. Косыгина (Технологии. Дизайн. Искусство) ", руководителю работы, Андреевой Елене Георгиевне, профессору, Петросовой Ирине Александровне, доценту, докторам технических наук, профессорам кафедр, Гетманцевой Варваре Владимировне, Гусевой Марине Анатольевне, кандидатам технических наук, доцентам, доцентам кафедр, — работникам того же учреждения; Трухачеву Владимиру Ивановичу, ректору федерального государственного бюджетного образовательного учреждения высшего образования «Российский государственный аграрный университет — МСХА имени К. А. Тимирязева», доктору экономических наук, Юлдашбаеву Юсупжану Артыковичу, декану факультета того же учреждения, докторам сельскохозяйственных наук, профессорам, академикам Российской академии наук; Балакиреву Николаю Александровичу, доктору сельскохозяйственных наук, профессору, академику Российской академии наук, заведующему кафедрой федерального государственного бюджетного образовательного учреждения высшего образования «Московская государственная академия ветеринарной медицины и биотехнологии — МВА имени К. И. Скрябина», Новикову Михаилу Вячеславовичу, кандидату технических наук, декану факультета того же учреждения; Смирновой Надежде Анатольевне, доктору технических наук, профессору, профессору кафедры федерального государственного бюджетного образовательного учреждения высшего образования «Костромской государственный университет» | за разработку и внедрение цифровых интеллектуальных технологий проектирования и производства сырья, полуфабрикатов и готовых изделий легкой промышленности для интенсификации освоения глобальных рынков отечественными производителями                                     |
| 6.    | Измайлову Андрею Юрьевичу, директору федерального государственного бюджетного научного учреждения «Федеральный научный агроинженерный центр ВИМ», руководителю работы, Лобачевскому Якову Петровичу, профессору, первому заместителю директора, Федоренко Вячеславу Филипповичу, профессору, главному научному сотруднику, академикам Российской академии наук, Смирнову Игорю Геннадьевичу, доценту, главному научному сотруднику, докторам технических наук, — работникам того же учреждения; Еремееву Дмитрию Николаевичу, кандидату сельскохозяйственных наук, генеральному директору закрытого акционерного общества «Агрофирма имени 15 лет Октября»; Завражнову Андрею Анатольевичу, кандидату технических наук, доценту, директору общества с ограниченной ответственностью "Научно-производственное предприятие «ПитомникМаш»; Куликову Ивану Михайловичу, доктору экономических наук, профессору, академику Российской академии наук, директору федерального государственного бюджетного научного учреждения «Всероссийский селекционно-технологический институт садоводства и питомниководства»; Завражнову Анатолию Ивановичу, профессору, академику Российской академии наук, профессору кафедры федерального государственного бюджетного образовательного учреждения высшего образования «Мичуринский государственный аграрный университет», Ланцеву Владимиру Юрьевичу, доценту, заведующему кафедрой того же учреждения, докторам технических наук | за научное обоснование, разработку и реализацию инновационных машинных технологий и технических средств в питомниководстве и садоводстве, обеспечивающих импортозамещение и продовольственную безопасность России                                                           |
| 7.    | Курцеру Марку Аркадьевичу, профессору, академику Российской академии наук, главному специалисту, главному акушеру-гинекологу акционерного общества «МД ПРОЕКТ 2000», руководителю работы, Кутаковой Юлии Юрьевне, кандидату медицинских наук, заместителю главного врача того же общества; Притыко Андрею Георгиевичу, доктору медицинских наук, профессору, директору государственного бюджетного учреждения здравоохранения города Москвы «[[Научно-практический центр специализированной медицинской помощи детям имени В. Ф. Войно-Ясенецкого Департамента здравоохранения города Москвы]]», Асадову Руслану Низами-оглы, кандидату медицинских наук, врачу-нейрохирургу того же учреждения; Спиридоновой Елене Игоревне, главному врачу общества с ограниченной ответственностью «ХАВЕН», Зверевой Александре Владимировне, заведующей отделением, Поляковой Ольге Владиславовне, Соколовской Юлии Валерьевне, кандидатам медицинских наук, заведующим отделениями, Багдасаряну Петросу Мартиросовичу, заместителю главного врача, — работникам того же общества | за разработку и внедрение методики внутриутробной хирургической коррекции миеломенингоцеле (spina bifida) у плода, пролонгирования беременности, родоразрешения, лечебной и реабилитационной программы для детей, рождённых после внутриутробной коррекции миеломенингоцеле |
| 8.    | Ревишвили Амирану Шотаевичу, академику Российской академии наук, директору федерального государственного бюджетного учреждения «Национальный медицинский исследовательский центр хирургии имени А. В. Вишневского» Министерства здравоохранения Российской Федерации, руководителю работы, Алексееву Андрею Анатольевичу, руководителю отдела, Земскову Владимиру Михайловичу, главному научному сотруднику, докторам медицинских наук, профессорам, Козловой Марии Николаевне, кандидату медицинских наук, старшему научному сотруднику, — работникам того же учреждения; Глухову Александру Анатольевичу, заведующему кафедрой федерального государственного бюджетного образовательного учреждения высшего образования «Воронежский государственный медицинский университет имени Н. Н. Бурденко» Министерства здравоохранения Российской Федерации, Земскову Андрею Михайловичу, заведующему кафедрой того же учреждения, докторам медицинских наук, профессорам; Гусеву Евгению Юрьевичу, главному научному сотруднику федерального государственного бюджетного учреждения науки Институт иммунологии и физиологии Уральского отделения Российской академии наук, Черешневу Валерию Александровичу, академику Российской академии наук, главному научному сотруднику того же учреждения, докторам медицинских наук, профессорам; Лютову Андрею Германовичу, доктору биологических наук, профессору, бывшему заместителю генерального директора общества с ограниченной ответственностью «Иммуно-Гем» | за разработку и реализацию инновационных технологий в диагностике и комплексном лечении хирургических иммуноассоциированных заболеваний |
| 9.    | Хатькову Игорю Евгеньевичу, члену-корреспонденту Российской академии наук, директору государственного бюджетного учреждения здравоохранения города Москвы «Московский клинический научно-практический центр имени А. С. Логинова Департамента здравоохранения города Москвы», руководителю работы, Цвиркуну Виктору Викторовичу, главному научному сотруднику, профессорам, Бордину Дмитрию Станиславовичу, Израилову Роману Евгеньевичу, доцентам, заведующим отделами, Быстровской Елене Владимировне, Дубцовой Елене Анатольевне, заведующим отделениями, Винокуровой Людмиле Васильевне, ведущему научному сотруднику, докторам медицинских наук, — работникам того же учреждения; Маеву Игорю Вениаминовичу, доктору медицинских наук, профессору, академику Российской академии наук, заведующему кафедрой федерального государственного бюджетного образовательного учреждения высшего образования «Московский государственный медико-стоматологический университет имени А. И. Евдокимова» Министерства здравоохранения Российской Федерации, Андрееву Дмитрию Николаевичу, Кучерявому Юрию Александровичу, доценту, кандидатам медицинских наук, доцентам кафедр, — работникам того же учреждения | за разработку и внедрение в клиническую практику инновационных алгоритмов диагностики и лечения хронического панкреатита в целях улучшения здоровья населения Российской Федерации                                                                                          |
| 10.   | Селину Виктору Александровичу, директору проектов — заместителю генерального конструктора акционерного общества «Российская корпорация ракетно-космического приборостроения и информационных систем», руководителю работы, Фролову Александру Георгиевичу, начальнику сектора, кандидатам технических наук, Веремчуку Юрию Александровичу, начальнику отдела — заместителю начальника отделения, Жидковой Светлане Кирилловне, начальнику отдела, — работникам того же общества; Васильеву Ивану Владимировичу, ведущему инженеру-конструктору акционерного общества «[[Научно-производственная корпорация „Космические системы мониторинга, информационно-управляющие и электромеханические комплексы“ имени А. Г. Иосифьяна]]», Борунову Дмитрию Николаевичу, Ворокову Алексею Владимировичу, Канунниковой Елене Александровне, кандидату технических наук, начальникам лабораторий, — работникам того же общества; Асмусу Василию Валентиновичу, доктору физико-математических наук, профессору, директору федерального государственного бюджетного учреждения "Научно-исследовательский центр космической гидрометеорологии «Планета»; Карташеву Василию Игоревичу, начальнику управления Главного управления «Национальный центр управления в кризисных ситуациях» Министерства Российской Федерации по делам гражданской обороны, чрезвычайным ситуациям и ликвидации последствий стихийных бедствий | за создание и применение космической системы комплексного мониторинга чрезвычайных ситуаций «Канопус-В» |
| 11.   | Ибрагимову Евгению Рашитовичу, кандидату технических наук, генеральному директору акционерного общества «Научно-исследовательский и конструкторский институт центробежных и роторных компрессоров им. В. Б. Шнеппа», руководителю работы, Минязеву Линару Бархатовичу, главному инженеру проекта, Налимову Виктору Николаевичу, начальнику отдела, — работникам того же общества; Молчанову Артему Владимировичу, генеральному директору общества с ограниченной ответственностью «Управляющая компания „Группа ГМС“, Орлову Андрею Петровичу, заместителю генерального директора, Скрыннику Юрию Николаевичу, кандидату технических наук, заместителю генерального директора — главному управляющему директору Бизнес-единицы, — работникам того же общества; Закирову Альберту Ришатовичу, главному технологу отдела публичного акционерного общества „Газпром“, Петропавлову Владиславу Евгеньевичу, начальнику отдела того же общества; Ефимову Андрею Николаевичу, заместителю генерального директора общества с ограниченной ответственностью „Газпром добыча Ямбург“; Николаеву Олегу Александровичу, кандидату технических наук, генеральному директору общества с ограниченной ответственностью „Газпром добыча Оренбург“ | за разработку и внедрение модульной компрессорной установки для повышения давления газа в газосборной сети нефтегазоконденсатных месторождений |
| 12.   | Тестоедову Николаю Алексеевичу, доктору технических наук, профессору, члену-корреспонденту Российской академии наук, генеральному директору акционерного общества „Информационные спутниковые системы“ имени академика М. Ф. Решетнёва]]», руководителю работы, Матвеенко Сергею Петровичу, начальнику отдела, Матроницкому Дмитрию Анатольевичу, заместителю генерального директора — начальнику управления, Нестеришину Михаилу Владленовичу, начальнику отдела, Опенько Сергею Ивановичу, главному конструктору — начальнику отделения, Порпылеву Владимиру Григорьевичу, заместителю директора отраслевого центра, Яхно Григорию Алексеевичу, начальнику цеха, — работникам того же общества; Дроздовой Ксении Юрьевне, заместителю генерального директора — начальнику службы федерального государственного унитарного предприятия «Космическая связь», Зарубину Владимиру Константиновичу, кандидату технических наук, директору — начальнику службы того же предприятия; Григорьевой Наталье Александровне, начальнику управления Федерального агентства связи | за создание национальной спутниковой группировки для обеспечения цифровых телекоммуникационных услуг на территории Российской Федерации |
| 13.   | Копылову Сергею Николаевичу, доктору технических наук, начальнику научно-исследовательского центра федерального государственного бюджетного учреждения «Всероссийский ордена „Знак Почета“ научно-исследовательский [[институт противопожарной обороны Министерства Российской Федерации по делам гражданской обороны, чрезвычайным ситуациям и ликвидации последствий стихийных бедствий]]», руководителю работы, Мешману Леониду Мунеевичу, кандидату технических наук, ведущему научному сотруднику того же учреждения (посмертно) ; Цариченко Сергею Георгиевичу, доктору технических наук, профессору кафедры федерального государственного бюджетного образовательного учреждения высшего образования «Национальный исследовательский Московский государственный строительный университет»; Танклевскому Леониду Тимофеевичу, доктору технических наук, профессору, техническому директору общества с ограниченной ответственностью «Холдинг Гефест»; Аракчееву Александру Валерьевичу, генеральному директору общества с ограниченной ответственностью "Форносовское научно-производственное предприятие «Гефест»; Снегирёву Александру Юрьевичу, доктору технических наук, доценту, профессору Высшей школы прикладной математики и вычислительной физики федерального государственного автономного образовательного учреждения высшего образования «Санкт-Петербургский политехнический университет Петра Великого»; Васильеву Михаилу Александровичу, кандидату технических наук, научному консультанту общества с ограниченной ответственностью «ГорПожБЕЗОПАСНОСТЬ»; Горбаню Юрию Ивановичу, главному специалисту общества с ограниченной ответственностью "Инженерный центр пожарной робототехники «ЭФЭР», Мусийчуку Владимиру Денисовичу, исполнительному директору — директору завода, Сокольницкому Сергею Евгеньевичу, главному конструктору, — работникам того же общества | за разработку, производство и широкое внедрение интеллектуальных комплексов автоматического пожаротушения промышленных, общественных, транспортных и топливно-энергетических объектов                                                                                       |
| 14.   | Травушу Владимиру Ильичу, доктору технических наук, профессору, заместителю генерального директора, главному конструктору закрытого акционерного общества «Городской проектный институт жилых и общественных зданий», руководителю работы, Лахману Сергею Ильичу, кандидату экономических наук, генеральному директору того же общества; Дроздову Александру Юрьевичу, генеральному директору общества с ограниченной ответственностью «Единая Фасадная Компания»; Миллеру Алексею Борисовичу, кандидату экономических наук, председателю правления публичного акционерного общества «Газпром»; Илюхиной Елене Анатольевне, кандидату экономических наук, заместителю генерального директора публичного акционерного общества «Газпром нефть», Нестерову Евгению Сергеевичу, ведущему инженеру акционерного общества «Газпромнефть Восточно-Европейские проекты», Никифорову Сергею Владимировичу, директору по проектной деятельности, Смирнову Сергею Владимировичу, начальнику управления, — работникам того же общества; Шахворостову Алексею Ивановичу, кандидату технических наук, бывшему генеральному директору общества с ограниченной ответственностью «Инфорспроект»; Шулятьеву Олегу Александровичу, кандидату технических наук, заместителю директора Научно-исследовательского, проектно-изыскательского и конструкторско-технологического института оснований и подземных сооружений им. Н. М. Герсеванова акционерного общества "Научно-исследовательский центр «Строительство» | за разработку и создание конструктивно-технологических решений и модели управления строительством уникального высотного объекта |